# Bắc Phong, Thuận Bắc
Bắc Phong là một xã thuộc huyện Thuận Bắc, tỉnh Ninh Thuận, Việt Nam.

## Địa lý
Xã Bắc Phong nằm ở phía nam huyện Thuận Bắc, có vị trí địa lý:
- Phía đông giáp xã Bắc Sơn
- Phía tây giáp các huyện Ninh Hải và Bác Ái
- Phía nam giáp huyện Ninh Hải
- Phía bắc giáp các xã Phước Kháng và Lợi Hải.

Xã có diện tích 22,25 km², dân số năm 2019 là 5.776 người, mật độ dân số đạt 260 người/km².

## Hành chính
Xã Bắc Phong được chia thành 3 thôn: Ba Tháp, Gò Sạn, Mỹ Nhơn.

## Lịch sử
Xã Bắc Phong được thành lập vào ngày 7 tháng 7 năm 2005 trên cơ sở 2.193 ha diện tích tự nhiên và 6.142 người của xã Tân Hải thuộc huyện Ninh Hải.